# 2015–2016-os osztrák labdarúgó-bajnokság (első osztály)
A 2015–2016-os tipp-3 Bundesliga (szponzorált nevén T-Mobile Bundesliga) az osztrák labdarúgó-bajnokság legmagasabb osztályának 105. alkalommal megrendezett bajnoki éve. A bajnokság 10 csapat részvételével, 2015. július 25-én indult és 2016 májusában ér véget. A Red Bull Salzburg 10. bajnoki címét szerezte, az SV Grödig pedig búcsúzott az élvonaltól.

## A bajnokság rendszere
A bajnokság 10 csapat részvételével zajlott, a csapatok a őszi-tavaszi lebonyolításban oda-visszavágós, körmérkőzéses rendszerben mérkőztek meg egymással. Minden csapat minden csapattal négy alkalommal játszott, kétszer pályaválasztóként, kétszer pedig idegenben.
A bajnokság végső sorrendjét a 36 bajnoki forduló mérkőzéseinek eredményei határozták meg a szerzett összpontszám alapján kialakított rangsor szerint. A mérkőzések győztes csapatai 3 pontot, döntetlen esetén mindkét csapat 1-1 pontot kapott. Vereség esetén nem járt pont.

## Változások a 2014–2015-ös szezont követően
Búcsúzott az élvonaltól
- Wiener Neustadt 10. helyezettként

Feljutott az élvonalba
- SV Mattersburg, a másodosztály győzteseként

## Részt vevő csapatok
| Csapat                | Székhely         | Stadion              | 2014–15     |
| --------------------- | ---------------- | -------------------- | ----------- |
| Admira Wacker Mödling | Mödling          | BSFZ-Arena           | 9.          |
| Austria Wien          | Bécs             | Franz Horr Stadion   | 7.          |
| SV Grödig             | Grödig           | Untersberg Arena     | 8.          |
| Mattersburg           | Nagymarton       | Pappelstadion        | 1. (II. o.) |
| Rapid Wien            | Bécs             | Ernst Happel Stadion | 2.          |
| Red Bull Salzburg     | Wals-Siezenheim  | Red Bull Arena       | 1.          |
| Rheindorf Altach      | Altach           | Cashpoint Arena      | 3.          |
| SV Ried               | Ried im Innkreis | Keine Sorgen Arena   | 6.          |
| Sturm Graz            | Graz             | Graz-Liebenau        | 4.          |
| Wolfsberger           | Wolfsberg        | Lavanttal-Arena      | 5.          |

## A bajnokság végeredménye
| #  | Csapat                | M  | Gy | D  | V  | RG | KG | GK  | P  |
| -- | --------------------- | -- | -- | -- | -- | -- | -- | --- | -- |
| 1  | Red Bull Salzburg     | 36 | 21 | 11 | 4  | 71 | 33 | +38 | 74 |
| 2  | SK Rapid Wien         | 36 | 20 | 5  | 11 | 66 | 42 | +24 | 65 |
| 3  | FK Austria Wien       | 36 | 17 | 8  | 11 | 65 | 48 | +17 | 59 |
| 4  | Admira Wacker Mödling | 36 | 13 | 11 | 12 | 45 | 51 | -6  | 50 |
| 5  | SK Sturm Graz         | 36 | 12 | 12 | 12 | 40 | 40 | 0   | 48 |
| 6  | Wolfsberger           | 36 | 11 | 10 | 15 | 33 | 36 | -3  | 43 |
| 7  | SV Ried               | 36 | 11 | 9  | 16 | 36 | 52 | -16 | 42 |
| 8  | Rheindorf Altach      | 36 | 11 | 7  | 18 | 39 | 48 | -10 | 40 |
| 9  | Mattersburg           | 36 | 10 | 9  | 17 | 40 | 70 | -30 | 39 |
| 10 | SV Grödig             | 36 | 9  | 8  | 19 | 42 | 56 | -14 | 35 |

|  | Bundesliga bajnoka, 2015–16-os UEFA-bajnokok ligája – 3. selejtezőkör |
|  | 2015–16-os UEFA-bajnokok ligája – 3. selejtezőkör                     |
|  | 2015–16-os Európa-liga – 3. selejtezőkör                              |
|  | Kiesett a másodosztályba (Erste Liga)                                 |

## A góllövőlista élmezőnye
2016. május 15-i állapotnak megfelelően.
| Helyezés | Játékos            | Klub                   | Gólok száma |
| -------- | ------------------ | ---------------------- | ----------- |
| 1        | Jonathan Soriano   | Red Bull Salzburg      | 21          |
| 2        | Alexander Gorgon   | Austria Wien           | 19          |
| 3        | Olarenwaju Kayode  | Austria Wien           | 13          |
| 4        | Naby Keïta         | Red Bull Salzburg      | 12          |
| 5        | Johannes Aigner    | SC Rheindorf Altach    | 10          |
| 5        | Minamino Takumi    | Red Bull Salzburg      | 10          |
| 5        | Lucas Venuto       | SV Grödig/Austria Wien | 10          |
| 8        | Alexander Grünwald | Austria Wien           | 9           |
| 8        | Issiaka Ouédraogo  | Wolfsberger AC         | 9           |
| 10       | Dieter Elsneg      | SV Ried                | 8           |
| 10       | Roman Kienast      | Sturm Graz             | 8           |
| 10       | Markus Pink        | SV Mattersburg         | 8           |
| 10       | Stefan Schwab      | Rapid Wien             | 8           |